# Gottfried Ritter
Gottfried Ritter (* 24. September 1916; † unbekannt) war ein deutscher Filmeditor und Regieassistent.

## Leben
Ritter war einer von drei Söhnen des Filmregisseurs Karl Ritter. Er war der jüngere Bruder des Kameramanns Heinz Ritter.
Karl Ritter war in der Zeit des Nationalsozialismus einer der gefragtesten Regisseure und spielte eine wesentliche Rolle in der nationalsozialistischen Filmpolitik. In zahlreichen Filmen, die Karl Ritter in dieser Zeit für die von den Nationalsozialisten verstaatlichte UFA inszenierte, darunter auch mehrere NS-Propagandafilme, zeichnete Gottfried Ritter als Schnittmeister für den Filmschnitt verantwortlich. In einigen Filmen arbeitete er auch als Regieassistent.

## Filmografie
- 1934: Mutter und Kind (Regie-Assistenz)
- 1935: Die letzten Vier von Santa Cruz (Schnitt)
- 1936: Weiberregiment (Schnitt)
- 1936: Verräter (Schnitt)
- 1937:	Menschen ohne Vaterland (Schnitt)
- 1937: Unternehmen Michael (Schnitt)
- 1937: Patrioten (Schnitt)
- 1938:	Urlaub auf Ehrenwort (Schnitt)
- 1938: Capriccio (Regie-Assistenz, Schnitt)
- 1938: Pour le Mérite (Regie-Assistenz, Schnitt)
- 1939: Die Hochzeitsreise (Regie-Assistenz, Schnitt)
- 1939: Legion Condor (Regie-Assistenz, Schnitt; Film unvollendet)
- 1939:	Bal paré (Regie-Assistenz, Schnitt)
- 1939/41: Kadetten (Regie-Assistenz, Schnitt)
- 1940:	Über alles in der Welt (Regie-Assistenz, Schnitt)
- 1943:	Besatzung Dora (Schnitt)